# River Kennet
Der River Kennet ist ein Fluss in Wiltshire und Berkshire, England. Der Kennet entsteht in Avebury aus dem Zusammenfluss zweier unbenannter Zuflüsse. Er fließt zunächst in südliche Richtung, wendet sich an den Swallowhead Springs fast rechtwinklig nach Osten. In dieser Richtung verläuft er bis zur Mündung des Foudry Brook in Reading, wo er sich erneut fast rechtwinklig nach Norden wendet, um dann in die Themse zu münden.
Der Kennet-und-Avon-Kanal ist auch als Kennet Navigation bekannt und verläuft zwischen Reading und Hungerford teilweise getrennt vom Flussbett und teilweise im Flussbett des Kennet. Zwischen Hungerford und Eddington trennt sich der Lauf des River Kennet vom Kanal, der eine Verbindung zum Severn herstellt.
Der River Kennet ist als Site of Special Scientific Interest zusammen mit der an ihn grenzenden Freemans Marsh und den Chilton Foliat Meadows sowie seinem Zufluss dem River Lambourn geschützt.